# Phyllodrepoidea crenata
Phyllodrepoidea crenata är en skalbaggsart som först beskrevs av Johann Ludwig Christian Gravenhorst 1802.  Phyllodrepoidea crenata ingår i släktet Phyllodrepoidea, och familjen kortvingar. Enligt den svenska rödlistan är arten otillräckligt studerad i Sverige. Arten förekommer i Götaland och Svealand. Artens livsmiljö är skogslandskap, jordbrukslandskap.